# Cellino San Marco
Cellino San Marco é uma comuna italiana da região da Puglia, província de Brindisi, com cerca de 6.818 habitantes. Estende-se por uma área de 37 km², tendo uma densidade populacional de 184 hab/km². Faz fronteira com Brindisi, Campi Salentina (LE), Guagnano (LE), San Donaci, San Pietro Vernotico, Squinzano (LE).

## Demografia
| Variação demográfica do município entre 1861 e 2011                               |
|                                                                                   |
| Fonte: Istituto Nazionale di Statistica (ISTAT) - Elaboração gráfica da Wikipedia |